# Grande Prêmio dos Países Baixos de 1974
Resultados do Grande Prêmio dos Países Baixos de Fórmula 1 realizado em Zandvoort à 23 de junho de 1974. Oitava etapa do campeonato, nele o vencedor foi o austríaco Niki Lauda.

## Resumo
Repetiu-se em Zandvoort o mesmo pódio do Grande Prêmio da Espanha.

## Classificação da prova
| Pos. | Nº | Piloto               | Construtor        | Voltas | Tempo/Diferença        | Grid | Pontos     |
| ---- | -- | -------------------- | ----------------- | ------ | ---------------------- | ---- | ---------- |
| 1    | 12 | Niki Lauda           | Ferrari           | 75     | 1:43:00.35             | 1    | 9          |
| 2    | 11 | Clay Regazzoni       | Ferrari           | 75     | + 8.25                 | 2    | 6          |
| 3    | 5  | Emerson Fittipaldi   | McLaren-Ford      | 75     | + 30.27                | 3    | 4          |
| 4    | 33 | Mike Hailwood        | McLaren-Ford      | 75     | + 31.29                | 4    | 3          |
| 5    | 3  | Jody Scheckter       | Tyrrell-Ford      | 75     | + 34.28                | 5    | 2          |
| 6    | 4  | Patrick Depailler    | Tyrrell-Ford      | 75     | + 51.52                | 8    | 1          |
| 7    | 28 | John Watson          | Brabham-Ford      | 75     | + 1:13.95              | 13   |            |
| 8    | 1  | Ronnie Peterson      | Lotus-Ford        | 73     | + 2 voltas             | 10   |            |
| 9    | 8  | Rikky von Opel       | Brabham-Ford      | 73     | + 2 voltas             | 23   |            |
| 10   | 10 | Vittorio Brambilla   | March-Ford        | 72     | + 3 voltas             | 15   |            |
| 11   | 2  | Jacky Ickx           | Lotus-Ford        | 71     | + 4 voltas             | 18   |            |
| 12   | 7  | Carlos Reutemann     | Brabham-Ford      | 71     | + 4 voltas             | 12   |            |
| DSQ  | 22 | Vern Schuppan        | Ensign-Ford       | 69     | Desclassificado        | 17   | [ nota 2 ] |
| Ret  | 6  | Denny Hulme          | McLaren-Ford      | 65     | Ignição                | 9    |            |
| Ret  | 37 | François Migault     | BRM               | 60     | Câmbio                 | 25   |            |
| Ret  | 20 | Arturo Merzario      | Iso-Marlboro-Ford | 54     | Câmbio                 | 21   |            |
| Ret  | 27 | Guy Edwards          | Lola-Ford         | 36     | Sistema de combustível | 14   |            |
| Ret  | 17 | Jean-Pierre Jarier   | Shadow-Ford       | 28     | Embreagem              | 7    |            |
| Ret  | 14 | Jean-Pierre Beltoise | BRM               | 18     | Câmbio                 | 16   |            |
| Ret  | 26 | Graham Hill          | Lola-Ford         | 16     | Câmbio                 | 19   |            |
| Ret  | 15 | Henri Pescarolo      | BRM               | 15     | Handling               | 24   |            |
| Ret  | 19 | Jochen Mass          | Surtees-Ford      | 8      | Transmissão            | 20   |            |
| Ret  | 24 | James Hunt           | Hesketh-Ford      | 2      | Colisão                | 6    |            |
| Ret  | 16 | Tom Pryce            | Shadow-Ford       | 0      | Colisão                | 11   |            |
| Ret  | 9  | Hans-Joachim Stuck   | March-Ford        | 0      | Acidente               | 22   |            |
| DNQ  | 23 | Tim Schenken         | Trojan-Ford       |        |                        |      |            |
| DNQ  | 21 | Gijs van Lennep      | Iso-Marlboro-Ford |        |                        |      |            |

## Tabela do campeonato após a corrida
| Pos. | Piloto             | Pontos |
| ---- | ------------------ | ------ |
| 1    | Emerson Fittipaldi | 31     |
| 2    | Niki Lauda         | 30     |
| 3    | Clay Regazzoni     | 28     |
| 4    | Jody Scheckter     | 23     |
| 5    | Mike Hailwood      | 12     |

| Pos. | Construtor   | Pontos  |
| ---- | ------------ | ------- |
| 1    | McLaren-Ford | 42 (44) |
| 2    | Ferrari      | 39      |
| 3    | Tyrrell-Ford | 27      |
| 4    | Lotus-Ford   | 13      |
| 5    | Brabham-Ford | 10      |

- Nota: Somente as primeiras cinco posições estão listadas. Em 1974 os pilotos computariam sete resultados nas oito primeiras corridas do ano e seis nas últimas sete. Neste ponto esclarecemos: na tabela dos construtores figurava somente o melhor colocado dentre os carros do mesmo time.